# Kommunalwahlen in Südtirol 1990/94
Die Kommunalwahlen in Südtirol 1990 fanden am 6. Mai in 115 von 116 Gemeinden statt.
In Bozen wurde nicht gewählt, da der Gemeinderat bereits 1989 erneuert worden war. In Unsere Liebe Frau im Walde-St. Felix fand am 5. Juni 1994 eine Neuwahl statt.

## Gemeinden mit mehr als 5.000 Einwohnern

### Brixen
| Listen                   | Listen                                        | Stimmen | %    | Mandate |
| ------------------------ | --------------------------------------------- | ------- | ---- | ------- |
|                          | Südtiroler Volkspartei                        | 6.598   | 57,1 | 17      |
|                          | Verdi Alternativi/Grün-alternative Liste      | 1.706   | 14,8 | 4       |
|                          | Democrazia Cristiana                          | 1.656   | 14,3 | 5       |
|                          | Movimento Sociale Italiano – Destra Nazionale | 710     | 6,1  | 2       |
|                          | Partito Socialista Italiano                   | 555     | 4,8  | 1       |
|                          | Partito Comunista Italiano                    | 267     | 2,3  | 1       |
|                          | Partito Repubblicano Italiano                 | 73      | 0,6  | –       |
| Gesamt                   | Gesamt                                        | 11.565  | 100  | 30      |
|                          |                                               |         |      |         |
| Ungültige Stimmen        | Ungültige Stimmen                             | 382     | 3,2  |         |
| Wähler                   | Wähler                                        | 11.947  | 88,8 |         |
| Wahlberechtigte          | Wahlberechtigte                               | 13.448  |      |         |
|                          |                                               |         |      |         |
| Quelle: Innenministerium |                                               |         |      |         |

### Bruneck
| Listen                   | Listen                                        | Stimmen | %    | Mandate |
| ------------------------ | --------------------------------------------- | ------- | ---- | ------- |
|                          | Südtiroler Volkspartei                        | 5.797   | 69,1 | 21      |
|                          | Verdi Alternativi/Grün-alternative Liste      | 1.164   | 13,9 | 4       |
|                          | Democrazia Cristiana                          | 562     | 6,7  | 2       |
|                          | Movimento Sociale Italiano – Destra Nazionale | 352     | 4,2  | 1       |
|                          | Partito Socialista Italiano                   | 257     | 3,1  | 1       |
|                          | Union für Südtirol                            | 256     | 3,1  | 1       |
| Gesamt                   | Gesamt                                        | 8.388   | 100  | 30      |
|                          |                                               |         |      |         |
| Ungültige Stimmen        | Ungültige Stimmen                             | 279     | 3,2  |         |
| Wähler                   | Wähler                                        | 8.667   | 90,0 |         |
| Wahlberechtigte          | Wahlberechtigte                               | 9.630   |      |         |
|                          |                                               |         |      |         |
| Quelle: Innenministerium |                                               |         |      |         |

### Eppan
| Listen                   | Listen                                        | Stimmen | %    | Mandate |
| ------------------------ | --------------------------------------------- | ------- | ---- | ------- |
|                          | Südtiroler Volkspartei                        | 5.611   | 75,4 | 23      |
|                          | Verdi Alternativi/Grün-alternative Liste      | 777     | 10,4 | 3       |
|                          | Union für Südtirol                            | 306     | 4,1  | 1       |
|                          | Partito Socialista Italiano                   | 302     | 4,1  | 1       |
|                          | Democrazia Cristiana                          | 240     | 3,2  | 1       |
|                          | Movimento Sociale Italiano – Destra Nazionale | 101     | 1,4  | –       |
|                          | Partito Comunista Italiano                    | 64      | 0,9  | 1       |
|                          | Partito Repubblicano Italiano                 | 36      | 0,5  | –       |
| Gesamt                   | Gesamt                                        | 7.437   | 100  | 30      |
|                          |                                               |         |      |         |
| Ungültige Stimmen        | Ungültige Stimmen                             | 198     | 2,6  |         |
| Wähler                   | Wähler                                        | 7.635   | 91,3 |         |
| Wahlberechtigte          | Wahlberechtigte                               | 8.367   |      |         |
|                          |                                               |         |      |         |
| Quelle: Innenministerium |                                               |         |      |         |

### Kaltern
| Listen                   | Listen                      | Stimmen | %    | Mandate |
| ------------------------ | --------------------------- | ------- | ---- | ------- |
|                          | Südtiroler Volkspartei      | 3.711   | 84,1 | 17      |
|                          | Unabhängige                 | 354     | 8,0  | 2       |
|                          | Union für Südtirol          | 146     | 3,3  | 1       |
|                          | Democrazia Cristiana        | 143     | 3,2  | –       |
|                          | Partito Socialista Italiano | 57      | 1,3  | –       |
| Gesamt                   | Gesamt                      | 4.411   | 100  | 20      |
|                          |                             |         |      |         |
| Ungültige Stimmen        | Ungültige Stimmen           | 113     | 2,5  |         |
| Wähler                   | Wähler                      | 4.524   | 92,5 |         |
| Wahlberechtigte          | Wahlberechtigte             | 4.892   |      |         |
|                          |                             |         |      |         |
| Quelle: Innenministerium |                             |         |      |         |

### Kastelruth
| Listen                   | Listen                                   | Stimmen | %    | Mandate |
| ------------------------ | ---------------------------------------- | ------- | ---- | ------- |
|                          | Südtiroler Volkspartei                   | 2.920   | 77,0 | 15      |
|                          | Verdi Alternativi/Grün-alternative Liste | 733     | 19,3 | 4       |
|                          | Democrazia Cristiana                     | 73      | 1,9  | –       |
|                          | Union für Südtirol                       | 44      | 1,2  | 1       |
|                          | Partito Socialista Italiano              | 24      | 0,6  | –       |
| Gesamt                   | Gesamt                                   | 3.794   | 100  | 20      |
|                          |                                          |         |      |         |
| Ungültige Stimmen        | Ungültige Stimmen                        | 135     | 3,4  |         |
| Wähler                   | Wähler                                   | 3.929   | 93,1 |         |
| Wahlberechtigte          | Wahlberechtigte                          | 4.220   |      |         |
|                          |                                          |         |      |         |
| Quelle: Innenministerium |                                          |         |      |         |

### Lana
| Listen                   | Listen                                        | Stimmen | %    | Mandate |
| ------------------------ | --------------------------------------------- | ------- | ---- | ------- |
|                          | Südtiroler Volkspartei                        | 4.173   | 73,2 | 15      |
|                          | Bürgerliste                                   | 930     | 16,3 | 3       |
|                          | Union für Südtirol                            | 323     | 5,7  | 1       |
|                          | Democrazia Cristiana                          | 152     | 2,7  | 1       |
|                          | Movimento Sociale Italiano – Destra Nazionale | 67      | 1,2  | –       |
|                          | Partito Socialista Italiano                   | 57      | 1,0  | –       |
| Gesamt                   | Gesamt                                        | 5.702   | 100  | 20      |
|                          |                                               |         |      |         |
| Ungültige Stimmen        | Ungültige Stimmen                             | 199     | 3,4  |         |
| Wähler                   | Wähler                                        | 5.901   | 90,7 |         |
| Wahlberechtigte          | Wahlberechtigte                               | 6.507   |      |         |
|                          |                                               |         |      |         |
| Quelle: Innenministerium |                                               |         |      |         |

### Leifers
| Listen                   | Listen                                        | Stimmen | %    | Mandate |
| ------------------------ | --------------------------------------------- | ------- | ---- | ------- |
|                          | Südtiroler Volkspartei                        | 2.122   | 22,5 | 7       |
|                          | Democrazia Cristiana                          | 2.096   | 22,2 | 7       |
|                          | Partito Socialista Italiano                   | 1.962   | 20,8 | 6       |
|                          | Movimento Sociale Italiano – Destra Nazionale | 1.226   | 13,0 | 4       |
|                          | Verdi Alternativi/Grün-alternative Liste      | 827     | 8,8  | 3       |
|                          | Partito Comunista Italiano                    | 612     | 6,5  | 2       |
|                          | Partito Repubblicano Italiano                 | 316     | 3,4  | 1       |
|                          | Partito Socialista Democratico Italiano       | 133     | 1,4  | –       |
|                          | Union für Südtirol                            | 132     | 1,4  | –       |
| Gesamt                   | Gesamt                                        | 9.426   | 100  | 30      |
|                          |                                               |         |      |         |
| Ungültige Stimmen        | Ungültige Stimmen                             | 348     | 3,6  |         |
| Wähler                   | Wähler                                        | 9.774   | 92,2 |         |
| Wahlberechtigte          | Wahlberechtigte                               | 10.596  |      |         |
|                          |                                               |         |      |         |
| Quelle: Innenministerium |                                               |         |      |         |

### Meran
| Listen                   | Listen                                        | Stimmen | %    | Mandate |
| ------------------------ | --------------------------------------------- | ------- | ---- | ------- |
|                          | Südtiroler Volkspartei                        | 8.263   | 36,3 | 15      |
|                          | Democrazia Cristiana                          | 4.029   | 17,7 | 7       |
|                          | Movimento Sociale Italiano – Destra Nazionale | 2.935   | 12,9 | 5       |
|                          | Verdi Alternativi/Grün-alternative Liste      | 2.717   | 11,9 | 5       |
|                          | Partito Socialista Italiano                   | 1.857   | 8,2  | 3       |
|                          | Partito Comunista Italiano                    | 1.193   | 5,2  | 2       |
|                          | Union für Südtirol                            | 782     | 3,4  | 1       |
|                          | Partito Socialista Democratico Italiano       | 575     | 2,5  | 1       |
|                          | Partito Repubblicano Italiano                 | 398     | 1,7  | 1       |
| Gesamt                   | Gesamt                                        | 22.749  | 100  | 40      |
|                          |                                               |         |      |         |
| Ungültige Stimmen        | Ungültige Stimmen                             | 959     | 4,0  |         |
| Wähler                   | Wähler                                        | 23.708  | 86,8 |         |
| Wahlberechtigte          | Wahlberechtigte                               | 27.328  |      |         |
|                          |                                               |         |      |         |
| Quelle: Innenministerium |                                               |         |      |         |

### Ritten
| Listen                   | Listen                                   | Stimmen | %    | Mandate |
| ------------------------ | ---------------------------------------- | ------- | ---- | ------- |
|                          | Südtiroler Volkspartei                   | 3.399   | 86,7 | 17      |
|                          | Verdi Alternativi/Grün-alternative Liste | 312     | 8,0  | 2       |
|                          | Unabhängige                              | 139     | 3,5  | 1       |
|                          | Union für Südtirol                       | 70      | 1,8  | –       |
| Gesamt                   | Gesamt                                   | 3.920   | 100  | 20      |
|                          |                                          |         |      |         |
| Ungültige Stimmen        | Ungültige Stimmen                        | 75      | 1,9  |         |
| Wähler                   | Wähler                                   | 3.995   | 92,5 |         |
| Wahlberechtigte          | Wahlberechtigte                          | 4.319   |      |         |
|                          |                                          |         |      |         |
| Quelle: Innenministerium |                                          |         |      |         |

### Sarntal
| Listen                   | Listen                 | Stimmen | %    | Mandate |
| ------------------------ | ---------------------- | ------- | ---- | ------- |
|                          | Südtiroler Volkspartei | 3.525   | 86,7 | 17      |
|                          | Bürgerliste            | 414     | 10,2 | 2       |
|                          | Union für Südtirol     | 126     | 3,1  | 1       |
| Gesamt                   | Gesamt                 | 4.065   | 100  | 20      |
|                          |                        |         |      |         |
| Ungültige Stimmen        | Ungültige Stimmen      | 231     | 5,4  |         |
| Wähler                   | Wähler                 | 4.296   | 92,5 |         |
| Wahlberechtigte          | Wahlberechtigte        | 4.646   |      |         |
|                          |                        |         |      |         |
| Quelle: Innenministerium |                        |         |      |         |

### Sterzing
| Listen                   | Listen                                        | Stimmen | %    | Mandate |
| ------------------------ | --------------------------------------------- | ------- | ---- | ------- |
|                          | Südtiroler Volkspartei                        | 2.536   | 69,2 | 14      |
|                          | Democrazia Cristiana                          | 418     | 11,4 | 2       |
|                          | Bürgerliste                                   | 322     | 8,8  | 2       |
|                          | Partito Socialista Italiano                   | 137     | 3,7  | 1       |
|                          | Partito Repubblicano Italiano                 | 125     | 3,4  | 1       |
|                          | Movimento Sociale Italiano – Destra Nazionale | 125     | 3,4  | –       |
| Gesamt                   | Gesamt                                        | 3.663   | 100  | 20      |
|                          |                                               |         |      |         |
| Ungültige Stimmen        | Ungültige Stimmen                             | 170     | 4,4  |         |
| Wähler                   | Wähler                                        | 3.833   | 90,3 |         |
| Wahlberechtigte          | Wahlberechtigte                               | 4.246   |      |         |
|                          |                                               |         |      |         |
| Quelle: Innenministerium |                                               |         |      |         |